# Wegmann & Co.
Wegmann & Co. – była niemiecka fabryka wagonów założona w 1882 roku w Kassel (wówczas Cassel) przez Petera Wegmanna i Richarda Harkorta jako Casseler Waggonfabriken von Wegmann, Harkort & Co. W 1886 roku zmieniła nazwę na Wegmann & Co.
W 1912 roku firmę przejęli inżynier August Bode i przedsiębiorca Conrad Köhler. Pod koniec I wojny światowej, w 1917 roku, firma otrzymała zamówienie na budowę pierwszego niemieckiego czołgu K-Wagen.
W latach dwudziestych XX wieku firma zajmowała się budową wagonów kolejowych. Firma zasłynęła w latach trzydziestych XX wieku jako producent wagonów pasażerskich dla pociągu Henschel-Wegmann. W 1936 roku firma Wegmann & Co. dostarczyła prototypy tzw. Schürzenwagen. Ponadto Wegmann zbudował kilka państwowych wagonów specjalnego pociągu dla Führera, z których korzystał Adolf Hitler.
W 1925 roku na Niemieckiej Wystawie Samochodów w Berlinie zaprezentowano samochód sportowy 4/20 PS. Pojazd zaprojektowano z opływowym drewnianym nadwoziem pokrytym sztuczną skórą. Znajdowały się w nim miejsca dla dwóch, trzech osób. Miał rozstaw osi 260 cm. Miał różne opcje silnika. Jedno ze źródeł wspomina o czterocylindrowym silniku typu bokser firmy Steudel-Werke o pojemności skokowej dokładnie 1016 cm³. Drugie źródło potwierdza czterocylindrowy silnik, ale nie podaje żadnych informacji na temat jego pochodzenia. Inne źródło podaje, że był to autorski czterocylindrowy, czterosuwowy silnik chłodzony wodą. Werner Oswald i Ulrich Kubisch wspominają o dwucylindrowym silniku typu bokser montowanym z tyłu. Potwierdzono pojemność skokową około 1000 cm³ i moc 20 KM. Wspomniano także o trzybiegowej skrzyni biegów i wale Cardana. Nie wiadomo, ile zbudowano. Dodatkowo przetrwał van o mocy 2/10 KM. Wyposażony był w dwucylindrowy, dwusuwowy silnik firmy DKW o pojemności skokowej 412 cm³, mocy 10 KM i chłodzeniu powietrzem lub pojemności skokowej 389 cm³, mocy 14 KM i chłodzeniu wodą. Skrzynia biegów miała dwa biegi. Rozstaw osi wynosił 165 cm. Masę własną podano na 400 kg, a ładowność na 750 do 1000 kg. Spółka miała wówczas formę prawną Kommanditgesellschaft (spółka komandytowa).
Firma zasłynęła w latach trzydziestych XX wieku jako producent wagonów pasażerskich dla pociągu Henschel-Wegmann. Wegmann & Co dostarczyło sześć prototypów Schürzenwagen w 1936 roku. Ponadto Wegmann zbudował kilka wagonów sedanów specjalnego pociągu Führera, który był dostępny dla Adolfa Hitlera. W czasach dyktatury nazistowskiej wyzysk robotników przymusowych, jeńców wojennych i więźniów politycznych był częścią polityki korporacyjnej Wehrwirtschaftsführera Augusta Bodego. Montowano opancerzone wozy bojowe, a przede wszystkim produkowano wieże czołgów.
Nawet po II drugiej wojnie światowej Wegmann ponownie zaczął produkować wagony i tramwaje. W 1950 roku pod kierunkiem Fritza Bodego skonstruowano akumulatorowy autobus elektryczny, który został zaprezentowany na targach IAA w 1951 roku na skróconym podwoziu Krauss-Maffei typu KMO 133. W przyczepie jednoosiowej przewożono sześć akumulatorów AFA. W 1959 roku Wegmann we współpracy z Schaltbau i AFA zbudował pojazd Kar 6209 do kontroli tuneli dla Deutsche Bundesbahn.
Na początku lat 60. firma brała udział w projektowaniu i produkcji czołgów podstawowych Leopard 1 i Leopard 2. Później do asortymentu produkcji uzbrojenia dodano system rakiet lekkiej artylerii (LARS), który był używany przez Bundeswehrę od 1969 do 2000 roku.
W 1960 roku kierownictwo przejęli synowie Augusta Bodego, Engelhard i Fritz. Osiem lat później firma została podzielona na dwie niezależne firmy – Wegmann & Co. i Bode & Co. W 1979 roku firma Wegmann & Co. przeszła w ręce synów Fritza, Manfreda i Wolfganga Bode.
W 1999 roku firma Wegmann & Co. została włączona do przedsiębiorstwa zbrojeniowego Krauss-Maffei Wegmann (KMW), a 51% udziałów w spółce posiadała Wegmann and Co. Unternehmens-Holding KG w Kassel. Pozostałe udziały w KMW od Siemensa kupiła Grupa Wegmann w 2010 roku. Grupa Wegmann, której siedziba od 2019 roku znajduje się w Fürstenfeldbruck, kontrolowana jest przez rodzinę Bode.
Nazwa ulicy, przy której znajduje się siedziba firmy KMW w Kassel, nawiązuje do byłego właściciela i honorowego obywatela Kassel, Augusta Bode.